# In Beaver Valley
In Beaver Valley (En el valle de los castores) es una  película documental americana (específicamente, estadounidense) de 1950 dirigida por James Algar. La película fue producida por Walt Disney como parte de la serie de documentales de naturaleza llamada True-Life Adventures en la que se incluyen El desierto viviente y The Vanishing Prairie. Ganó un Óscar en 1951 a Mejor Corto. En el 1.º Festival de cine de Berlín ganó el Oso Dorado (Documentales).

## Reparto
- Winston Hibler es el Narrador